# Bistum Austin
Das Bistum Austin (lat.: Dioecesis Austiniensis) ist eine in den Vereinigten Staaten gelegene römisch-katholische Diözese mit Sitz in Austin, Texas.

## Geschichte
Das Bistum Austin wurde am 15. November 1947 durch Papst Pius XII. mit der Apostolischen Konstitution Ad animarum bonum aus Gebietsabtretungen des Erzbistums San Antonio sowie der Bistümer Dallas und Galveston errichtet. Es wurde dem Erzbistum San Antonio als Suffraganbistum unterstellt. Am 16. Oktober 1961 gab das Bistum Austin Teile seines Territoriums zur Gründung des Bistums San Angelo ab. Das Bistum Austin wurde am 29. Dezember 2004 dem Erzbistum Galveston-Houston als Suffraganbistum unterstellt.

## Territorium
Das Bistum Austin umfasst die im Bundesstaat Texas gelegenen Gebiete Bastrop County, Bell County, Blanco County, Brazos County, Burleson County, Burnet County, Caldwell County, Coryell County, Falls County, Hamilton County, Hays County, Lampasas County, Lee County, Limestone County, Llano County, Mason County, McLennan County, Milam County, Mills County, Robertson County, San Saba County, Travis County, Washington County und Williamson County.

## Bischöfe von Austin
- Louis Joseph Reicher, 1947–1971
- Vincent Madeley Harris, 1971–1985
- John Edward McCarthy, 1985–2001
- Gregory Aymond, 2001–2009, dann Erzbischof von New Orleans
- Joe Steve Vásquez, 2010–2025, dann Erzbischof von Galveston-Houston
- Daniel Elias Garcia, seit 2025